# Agenciamento (filosofia)
Agenciamento (em francês:  agencement) é um conceito filosófico criado por  Gilles Deleuze e Félix Guattari desenvolvido principalmente no livro Kafka: por uma literatura menor (1975), mas já mencionado em O anti-Édipo (1972). O agenciamento está relacionado à teoria das multiplicidades, que está presente na própria obra de Deleuze desde o livro Diferença e Repetição (1968).

## Contexto

### A criação de um conceito sempre responde a um problema
Para Deleuze, a filosofia nunca remete ao acaso ou à pura contemplação, mas a uma criação real de conceitos. Ou seja, o próprio conceito filosófico deve ser entendido como uma ruptura no modo do acontecimento que transforma o sentido dos termos que este compõe e pelos quais é composto. Qualquer conceito criado, assim como qualquer evento, constitui sua própria temporalidade e estabelece uma diferença entre um antes e um depois. Deleuze argumenta que, depois de Kant, o conceito de tempo nunca mais terá o mesmo significado. Porém, se a criação de um conceito resulta de um devir imprevisível e não aleatório, este deve responder a uma demanda, isto é, deve responder a um problema que, no entanto, nunca se esgota. A hipótese de Deleuze é de que a história da filosofia é expressada como uma "geofilosofia", uma vasta coexistência como no modelo geológico de estratos em afloramento, de todas as filosofias como planos constituídos por tentativas de elucidações conceituais.

### Crítica à psicanálise
O conceito de agenciamento está associado ao conceito de "máquina" e ambos foram criados por Deleuze e Guattari como uma crítica à psicanálise, especialmente à estrutura moldada pelo senso comum da representação presente nos textos psicanalíticos clássicos. O próprio funcionamento da representação consiste em totalizar o que é apresentado, nas formas que preexistem à sua apresentação: "A apresentação reimplica uma recuperação ativa do que é apresentado, portanto, de uma atividade e uma unidade que se distinguem da passividade e da diversidade específica comparados à sensibilidade".
Em outras palavras, a representação é a síntese de um elemento singular e de um conteúdo mental que tem uma extensão mais ampla do que ela mesma e na qual figura como parte. Portanto, Deleuze defende que a representação falseia o real ao reduzir as multiplicidades dos sujeitos a categorias tão amplas que são incapazes de considerar suas singularidades. Desse modo,o que é apresentado por analogia com o que já foi apresentado e neutralizamos a novidade do que vem a ser. "Outras coisas, ao contrário, nos forçam a pensar: não mais objetos reconhecíveis, mas coisas que violentam, signos encontrados." O verdadeiro pensamento é, portanto, exercido apenas na renúncia ao julgamento sobre o que se apresenta como hecceidade, isto é, como singularidade irredutível.
A crítica dirigida à psicanálise argumenta que a redução dos sintomas psicopatológicos dão origem a formas gerais, exprimidos na figura do Édipo: "Toda a produção desejante é então esmagada, assentada sobre as imagens dos pais, alinhada em estados pré-edipianos, totalizada no Édipo: a lógica dos objetos parciais é reduzida a nada. Édipo se torna, assim, a pedra de toque da lógica". Como em qualquer estrutura jurídica, a psicanálise se transforma em um mecanismo coercitivo que rejeita a diferença em prol do recalcamento, impedindo o livre desenvolvimento das multiplicidades: "Diga que é Édipo, caso contrário levará uma bofetada". Portanto, na psicanálise é sempre o abstrato — a categoria formal, o julgamento, a representação ideal — que explica o concreto. De modo oposto, o agenciamento da esquizoanálise leva em consideração os processos concretos e materiais que incidem na criação de desejos. É aqui que a produção desejante e os processos maquínicos entram:
O recalcamento propriamente dito é um meio a serviço da repressão. E aquilo sobre o que ele incide, a produção desejante, é também objeto da repressão. Mas, justamente, o recalcamento implica uma dupla operação original: uma, pela qual a formação social repressiva delega o seu poder a uma instância recalcante; e outra, pela qual, correlativamente, o desejo reprimido é como que recoberto pela imagem deslocada e falsificada que o recalcamento suscita.

## Definição
O agenciamento é o conjunto de condições singulares que operam na produção de um tipo de realidade paralela submetida a coordenadas espaço-tempo e históricas bem delimitadas. Em vez de reduzir os sujeitos a uma espécie de indivíduo inserido numa realidade preexistente (como no teatro do Édipo), deve-se retornar às condições de gênese dessa realidade, aos elementos materiais e ao contexto semântico de sua criação. O agenciamento é uma criação própria, isto é, um conceito que sempre gera novas necessidades e define novos campos de problematização.
Assim, a respeito do desejo, Deleuze diz: "Pretendíamos propor um novo conceito de desejo [...] Queríamos  dizer  a  coisa  mais  simples  do  mundo: que até  agora vocês falaram abstratamente do desejo, pois  extraem um objeto que é, supostamente, objeto de seu desejo [...] Nunca desejo algo sozinho, desejo  bem  mais, também não  desejo um conjunto,  desejo em um conjunto". Em outras palavras, todo desejo se forma em agenciamentos, ou seja, em uma multiplicidade de singularidades materiais: "Desejar é construir um agenciamento, construir um conjunto, conjunto de uma saia, de um raio de sol".
Também se trata dos agenciamentos de poder que, segundo Deleuze, podem produzir sujeitos e organizar os fluxos desejantes destes para identificá-los e dar-lhes uma subjetividade: "Não há agenciamento mecânico que não seja um agenciamento social, nem agenciamento social que não seja um agenciamento coletivo de enunciação". Em outras palavras, os agenciamentos sociais produzem contextos e máquinas que, por sua vez, produzem subjetividades e criam desejo.
O agenciamento, na obra de Deleuze e Guattari, é considerado o precursor do conceito de rizoma, este definido como uma multiplicidade que produz individualizações contextuais.